# Ilha do Mel (ö i Brasilien, Santa Catarina)
Ilha do Mel är en ö i Brasilien.   Den ligger i delstaten Santa Catarina, i den södra delen av landet, 1 200 km söder om huvudstaden Brasília. Arean är 3,6 kvadratkilometer.
Terrängen på Ilha do Mel är mycket platt. Öns högsta punkt är 22 meter över havet. Den sträcker sig 2,7 kilometer i nord-sydlig riktning, och 2,9 kilometer i öst-västlig riktning.
I omgivningarna runt Ilha do Mel växer i huvudsak städsegrön lövskog. Runt Ilha do Mel är det ganska tätbefolkat, med 96 invånare per kvadratkilometer.